# Matt Ritchie
Matthew Thomas Ritchie (Gosport, Inglaterra, 10 de septiembre de 1989) es un futbolista británico que juega en la posición de mediocampista en el Portsmouth F. C. de la EFL Championship.

## Clubes
| Club                                | País       | Año       |
| ----------------------------------- | ---------- | --------- |
| Portsmouth F. C.                    | Inglaterra | 2008-2011 |
| Dagenham & Redbridge F. C. (cedido) | Inglaterra | 2008-2009 |
| Notts County F. C. (cedido)         | Inglaterra | 2009-2010 |
| Swindon Town F. C. (cedido)         | Inglaterra | 2010-2011 |
| Swindon Town F. C.                  | Inglaterra | 2011-2013 |
| AFC Bournemouth                     | Inglaterra | 2013-2016 |
| Newcastle United F. C.              | Inglaterra | 2016-2024 |
| Portsmouth F. C.                    | Inglaterra | 2024-     |

## Palmarés

### Títulos nacionales
| Título                       | Club               | País       | Año     |
| ---------------------------- | ------------------ | ---------- | ------- |
| League Two                   | Swindon Town F. C. | Inglaterra | 2011-12 |
| Football League Championship | AFC Bournemouth    | Inglaterra | 2014-15 |